# Stående våg

Stående våg som en summa av två löpande vågor; de röda prickarna anger noder.

Stående våg är ett vågfenomen som bildas av två vågrörelser som rör sig i motsatta riktningar och är superponerade (överlagrade) på varandra. Därigenom uppstår noder och bukar. Vågen ser ut att stå stilla - en stående våg. Den svänger bara upp och ner (för en transversell våg) eller fram och tillbaka (för en longitudinell våg). Vågen har sin största amplitud i bukarna och minsta i noderna. Avståndet mellan noderna är en halv våglängd. 
Stående vågor är i sin grundläggande form ickeresonanta. Icke resonanta stående vågor uppstår t.ex. mellan en ljudkälla och en reflexyta, alltså när ett ljud från en ljudkälla reflekteras mot ett tvärsnitt med lägre eller högre akustisk impedans än den som råder i vågen, det vill säga mediets akustiska impedans. Resonanta stående vågor (resonanser) är ett specialfall som uppstår när ett ljud reflekteras oändligt många gånger, t.ex. mellan två parallella ytor. Se även resonans.
I musikinstrument utnyttjas stående vågfenomen på olika sätt. I blåsinstrument skapas en resonans i en luftpelare genom att en tryckvåg reflekteras fram och tillbaka i ändarna av ett hålrum (reflektionen i ändarna kan vara på grund av att änden utgår en högre eller lägre impedans än vågen i röret). Dessa ändar utgör då noder eller bukar (beroende på hur reflektionsimpedansen förhåller sig till vågimpedansen), och mellan dem skapas förutsättningar för en resonans. Om energi tillförs på lämpligt sätt och ställe kan denna process underhållas så att en resonanston uppstår i hålrummet.
Tonens frekvens f beror på vågens utbredningshastighet v, vilket är en fysikalisk egenskap hos det medium som vågen rör sig i och avståndet mellan noderna L. I vissa fall är dock den ena noden virtuell och finns utanför resonanssystemet, exempelvis i en kvartsvågsresonans som underhålls två reflektioner av motsatt polaritet och i en halvvågsresonans som underhålls av reflektioner mellan två högimpediva reflexytor. I båda dessa fall uppvisas bara en reell nod. Även övertoner, multiplar av resonanstonen, kan underhållas av samma process. Våglängder λn och frekvenser fn kan beräknas enligt:
fλ=v       ;n* = L*2/n där n = 1,2,3,...
där n = 1 är grundtonen och n = 2,3,... är övertoner